# پولنتا
پولنتا (انگلیسی: Polenta) سوپ ذرت (تلفظ ایتالیایی: [poˈlɛnta]) یک ظرف آرد ذرت آب پز است که در طول تاریخ از از دانه های دیگر نیز ساخته می شده است. میتوان آن را به عنوان یک فرنی داغ سرو کرد یا اجازه دهید سرد و سفت شده و آن را به شکل یک قرص که می‌تواند پخته، سرخ شده یا کبابی یاشد، استفاده نمود. این غدا در ارتباط با شمال و مرکز ایتالیا است.

## توضیحات

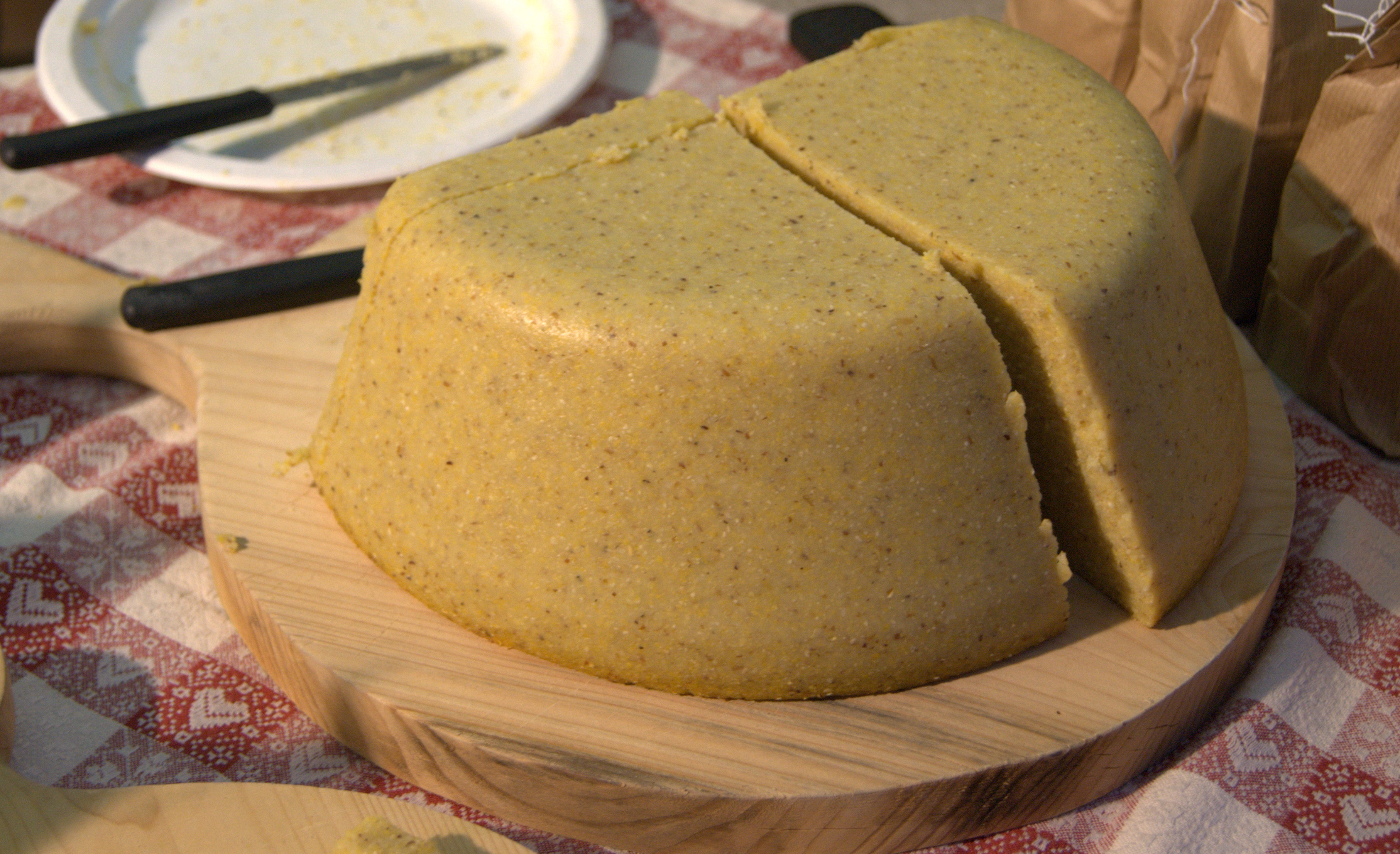
سوپ ذرت سرو شده به شیوه سنتی بر روی یک تخنه گرد قرار داده می شود.

## مطالعه بیشتر
- Brandolini, Giorgio V., Storia e gastronomia del mais e della patata nella Bergamasca, Orizzonte Terra, Bergamo, 2007. 32 pages.
- Eynard, W., La Cucina Valdese, Claudiana, 2006.